# (32005) Roberthalfon
2000 HG52 (asteroide 32005) é um asteroide da cintura principal. Possui uma excentricidade de 0.12299170 e uma inclinação de 1.97765º.
Este asteroide foi descoberto no dia 29 de abril de 2000 por LINEAR em Socorro.